# Zonosagitta lucida
Zonosagitta lucida är en djurart som tillhör fylumet pilmaskar, och som först beskrevs av Casanova 1985.  Zonosagitta lucida ingår i släktet Zonosagitta och familjen Sagittidae. Inga underarter finns listade i Catalogue of Life.